# 羅鴻年
羅鴻年（1880年—1957年），字雁峰，江蘇丹徒人。

## 生平
曾留學英國伯明罕大學，回國後歷任中國銀行監督、參政院議員、財政部次長、上海造幣廠廠長、教育部次長等職。